# 負の二項分布
負の二項分布（ふのにこうぶんぷ、英: negative binomial distribution）は、離散確率分布の一つ。確率 p で成功する独立なベルヌーイ試行が繰り返された時の成功回数の分布を表すという意味で二項分布によく似ているが、負の二項分布では試行回数があらかじめ決められておらず、r 回の成功が起こるまで試行が続けられる場合を考えた際の、失敗回数 k の分布を表す。たとえば、コインを 5 回投げた時に表が出る回数は二項分布に従うが、5 回表が出るまでコインを投げ続けた時に裏が出る回数は負の二項分布に従う。

## 複数の意味
負の二項分布は、文献によって異なった意味で使われることがある。
1. 統計的に独立なベルヌーイ試行を続けて行ったときに、r 回の成功をする前に失敗した試行回数の分布。成功と失敗の定義は逆になることもある。
2. 同様に、統計的に独立なベルヌーイ試行を続けて行ったとき、r 回の成功を得るのに必要な試行回数の分布。
3. 数学的に、1番目の意味でのベルヌーイ試行の r を整数から実数に拡張して考えるもの。

## パラメータ
負の二項分布は、2つのパラメータを持つ。成功回数を表す定数 r と、おのおのの試行で成功する確率 p である。r は正の整数で、p は 0 から 1 までの実数である。r = 1 であるときは、幾何分布になる。普通は r を正の整数とするが、数学的な拡張から、r を整数と扱わないこともある。

## 性質
上記のように3つの意味があるので、ここでは最初の意味に絞って解説する。最初の意味では、負の二項分布とは、おのおのの試行で成功する確率が p である独立なベルヌーイ試行を続けて行ったとき、r 回の成功をするまでに失敗する回数の分布であった。
確率質量関数
r 回の成功までに k 回の失敗が起こる確率。これは、最初の {\textstyle k+r-1} 回の試行のうち {\textstyle r-1} 回の成功と、{\textstyle k} 回目の試行が失敗することを意味するので
{\displaystyle {\begin{aligned}f(k;r,p)&=\Pr(X_{\mathrm {NB} (r,p)}=k)\\&={k+r-1 \choose k}p^{r-1}(1-p)^{k}p\\&={k+r-1 \choose k}p^{r}(1-p)^{k}\end{aligned}}}
累積分布関数
r 回の成功までに、k 回以下の失敗が起こる確率。これは最初の {\textstyle k+r} 回の試行のうち {\textstyle k} 回以下が失敗することと同値なため、二項分布に帰着する。二項分布 {\textstyle B(n,p)} の累積分布関数は正規化された不完全ベータ関数を使い {\textstyle I_{1-p}(n-k,k+1)} と書けるので
{\displaystyle {\begin{aligned}F(k;r,p)&=\Pr(X_{\mathrm {NB} (r,p)}\leq k)\\&=\Pr(X_{\mathrm {B} (k+r,p)}\leq k)\\&=I_{p}(r,k+1)\end{aligned}}}
期待値
{\displaystyle \operatorname {E} (\mathrm {NB} (r,p))={\frac {r}{p}}-r={\frac {r(1-p)}{p}}}
分散
{\displaystyle \operatorname {Var} (\mathrm {NB} (r,p))={\frac {r(1-p)}{p^{2}}}}.